# Arroyo Ceibal Chico
El Arroyo Ceibal Chico es un arroyo en Uruguay. Se encuentra ubicado en el Departamento de Salto, al norte de la localidad de Constitución. El Arroyo Ceibal Chico forma parte de la cuenca del Río Uruguay y es un afluente del Río Uruguay.